# Brian Orser
Brian Ernest Orser (Belleville, Ontário, 18 de dezembro de 1961) é um ex-patinador artístico e atualmente treinador canadense. Ele conquistou duas medalhas de prata olímpica em 1984 e 1988, e conquistou seis medalhas em campeonatos mundiais.
Orser atualmente atua como treinador e instrutor no Toronto Cricket Skating and Curling Club. Treinou nomes como a campeã olímpica Kim Yu-Na. Atualmente é treinador do atual bicampeão olímpico (Sochi-2014 and Pyongchang-2018) Yuzuru Hanyu.

## Principais resultados
| Resultados                                            | Resultados      | Resultados        | Resultados      | Resultados        | Resultados       | Resultados       | Resultados        | Resultados       | Resultados       | Resultados       | Resultados      | Resultados       |
| Internacional                                         | Internacional   | Internacional     | Internacional   | Internacional     | Internacional    | Internacional    | Internacional     | Internacional    | Internacional    | Internacional    | Internacional   | Internacional    |
| Evento/Temporada                                      | 1976– 1977      | 1977– 1978        | 1978– 1979      | 1979– 1980        | 1980– 1981       | 1981– 1982       | 1982– 1983        | 1983– 1984       | 1984– 1985       | 1985– 1986       | 1986– 1987      | 1987– 1988       |
| ----------------------------------------------------- | --------------- | ----------------- | --------------- | ----------------- | ---------------- | ---------------- | ----------------- | ---------------- | ---------------- | ---------------- | --------------- | ---------------- |
| Jogos Olímpicos                                       |                 |                   |                 |                   |                  |                  |                   | Medalha de prata |                  |                  |                 | Medalha de prata |
| Campeonato Mundial                                    |                 |                   |                 |                   | 6.º              | 4.º              | Medalha de bronze | Medalha de prata | Medalha de prata | Medalha de prata | Medalha de ouro | Medalha de prata |
| Grand Prix St. Gervais                                |                 |                   |                 |                   | Medalha de ouro  |                  |                   |                  |                  |                  |                 |                  |
| Nebelhorn Trophy                                      |                 |                   |                 |                   | Medalha de prata |                  |                   |                  |                  |                  |                 |                  |
| NHK Trophy                                            |                 |                   |                 |                   |                  |                  |                   |                  | Medalha de prata | Medalha de prata |                 |                  |
| Skate Canada International                            |                 |                   |                 |                   | 6.º              | Medalha de prata | Medalha de prata  | Medalha de ouro  | Medalha de ouro  |                  |                 | Medalha de ouro  |
| Vienna Cup                                            |                 |                   |                 | Medalha de bronze |                  |                  |                   |                  |                  |                  |                 |                  |
| Internacional – Júnior                                |                 |                   |                 |                   |                  |                  |                   |                  |                  |                  |                 |                  |
| Campeonato Mundial Júnior                             |                 | 4.º               |                 |                   |                  |                  |                   |                  |                  |                  |                 |                  |
| Nacional                                              |                 |                   |                 |                   |                  |                  |                   |                  |                  |                  |                 |                  |
| Campeonato Canadense                                  |                 |                   |                 | 4.º               | Medalha de ouro  | Medalha de ouro  | Medalha de ouro   | Medalha de ouro  | Medalha de ouro  | Medalha de ouro  | Medalha de ouro | Medalha de ouro  |
| Campeonato Canadense – Júnior                         |                 | Medalha de bronze | Medalha de ouro |                   |                  |                  |                   |                  |                  |                  |                 |                  |
| Campeonato Canadense – Noviço                         | Medalha de ouro |                   |                 |                   |                  |                  |                   |                  |                  |                  |                 |                  |
|                                                       |                 |                   |                 |                   |                  |                  |                   |                  |                  |                  |                 |                  |
| Legenda: Competição não foi disputada nesta temporada |                 |                   |                 |                   |                  |                  |                   |                  |                  |                  |                 |                  |